# Dorypteryx
Genre
Dorypteryx est un genre d'insectes de la famille des Psyllipsocidae.

## Description
Les espèces du genre Dorypteryx se rencontrent principalement dans les habitations humaines, et leur milieu d'origine est mal connu.[réf. nécessaire]

## Liste des espèces
Selon GBIF (19 décembre 2023) :
- Dorypteryx domestica (Smithers, 1958)
- Dorypteryx longipennis Smithers, 1991
- Dorypteryx pallida Aaron, 1883
- Dorypteryx yunnanica Li & Liu, 2009

## Classification
Le nom valide complet (avec auteur) de ce taxon est Dorypteryx Aaron (d), 1884,. Plusieurs sources, mentionnent 1883 mais la publication originale date de 1884.
Dorypteryx a pour synonyme :
- Dolopteryx Smithers, 1958

## Étymologie
Dorypteryx signifie littéralement « ailes en forme de lance ».

## Publication originale
- (en) S. Frank Aaron, « Description of New Psocidæ in the Collection of the American Entomological Society », Transactions of the American Entomological Society and Proceedings of the Entomological Section of the Academy of Natural Sciences, vol. 11, no 1,‎ 1884, p. 37-40 (ISSN 1945-516X et 2328-3823, DOI 10.2307/25076430, lire en ligne).